# Das große Geheimnis (1989)
Das große Geheimnis (Originaltitel: Le grand secret) ist ein sechsteiliger Mystery-Thriller (1989) für das Fernsehen nach einem politischen Science-Fiction-Roman von René Barjavel, der in französisch-deutsch-kanadisch-spanischer Koproduktion hergestellt wurde. Die Besetzung ist international: Louise Marleau, Claude Rich, Peter Sattmann, Fernando Rey, Claude Jade, Paul Guers, Richard Münch, Leila Fréchet, Fernando Guillén Cuervo

## Inhalt
Nachdem der indische Krebsforscher Shri Bahanba eine große Entdeckung gemacht hat, erhält er Besuch von Indira Gandhi. Sofort werden Staatsoberhäupter in aller Welt informiert. Bahanba gilt nach einem Brand seines Labors als tot. Als auch in Paris ein Krebsforschungsinstitut in Flammen aufgeht, gelten auch Professor Hamblain und sein Vize Roland Fournier als tot. Ein Zeuge des Laborbrands, bei dem Roland umgekommen sein soll, ist der US-Diplomat Samuel Frend. Er sagt Rolands Geliebter Jeanne Corbet, dass weltweit Wissenschaftler verschwinden und als tot gelten. Doch sie seien entführt worden. Jeannes generöser älter Ehemann Paul unterstützt Jeann bei der Suche, zumal Frend verschwindet.
Jeanne findet Frend später zusammen mit seiner Frau Suzan und Sohn Tommy in Caracas, wohin der Diplomat versetzt wurde. Doch als sie die beiden am nächsten Tag erneut aufsuchen will, sind sie verschwunden. Jeanne reist vierzehn Jahre um die Welt. In Indien trifft sie Rolands Tochter Annie, doch auch sie verschwindet plötzlich spurlos. Erst ein Anruf des Mädchens und der Ruf „Er lebt!“ geben Jeanne wieder Motivation, weiter nach Roland zu suchen. Sie spricht auf ihrer Suche mit Queen Elizabeth II und ermittelt auch in Deutschland.
Schließlich erfährt sie von Frends Tod. Mit Hilfe des Enthüllungsautors William Garrett kann sie in Bennington (Vermont) in Vermont Suzan Frend wiederfinden. Doch Suzan bestätigt ihr, dass auch Samuel tot sei, umgekommen bei einem Autounfall. Jeanne ahnt nicht, dass Suzan sie belügt. Denn sogleich ruft Suzan den angeblich Toten an. Samuel Frend leitet als „Colonel Bass“ ein Projekt auf der Basis 307. Und Präsident Ronald Reagan ermöglicht ihr, sofern sie sich für tot erklären lässt, auf diese Insel zu gehen. Dort trifft Jeanne Roland wieder, der jedoch seit seinem Verschwinden seltsamerweise um keinen Tag gealtert ist. Auch andere Totgeglaubte leben auf der geheimen Insel, von der nur die wichtigsten Staatsoberhäupter wissen.
Ein Unsterblichkeitsserum ist das „große Geheimnis“. Die Regierungen der USA, Großbritanniens, Indiens, der Sowjetunion, Chinas und Frankreichs wissen um dieses Geheimnis. Wegen der Gefahr einer Überbevölkerung darf das Geheimnis nicht an die Öffentlichkeit. Doch das Serum macht zwar den Menschen immun gegen Altern und natürliches Sterben, doch es schützt nicht vor dem gewaltsamen Tod. Als eine Jugendliche ein Kind bekommt und auch andere Mädchen schwanger sind, werden die anderen Mädchen durch das Trinkwasser sterilisiert. Als sich einige Jugendliche entschließen, die Insel zu verlassen, töten sie im folgenden Kampf viele ihrer Eltern. Als sie den Radiosender der Insel besetzen, um die Welt zu informieren, treffen die Regierungen eine tödliche Entscheidung und Colonel Bass ist ihr Vollstrecker. Die Insel „Basis 307“ wird von ihm mitsamt ihren Bewohnern durch eine Atombombe zerstört. Die offizielle Erklärung für die Zerstörung der Insel ist ein Atombombentest. Am Ende sieht man das leere Schlauchboot, mit dem Annie und ihr Freund Han entkommen konnten und ein davonfahrendes chinesisches Schiff.

## Hintergründe
Es wurde eine internationale Starbesetzung engagiert: die Kanadierin Louise Marleau als Jeanne, der Franzose Claude Rich als Geheimagent und Diplomat Samuel Frend, der Deutsche Peter Sattmann als verschwundener Wissenschaftler Roland Fournier, der Spanier Fernando Rey als Jeannes Mann Paul, die Französin Claude Jade als Suzan Frend, Paul Guers als Autor Garrett, der Deutsche Richard Münch als Shri Bahanba und in Nebenrollen neben den Französinnen Leila Fréchet und Sophie Renoir die spanischen Newcomer Fernando Guillén Cuervo, Juanjo Aretero und Blanca Marsillach sowie Alain Mottet und Martine Sarcey. 
In die 1972 beginnende fiktive Handlung eingebaut sind Indira Gandhi, Königin Elisabeth II. und US-Präsident Ronald Reagan. In Barjavels Roman, in dem die Suche 17 Jahre dauert und schon 1955 beginnt, sind es unter anderem die Politiker Jawaharlal Nehru, Charles de Gaulle und John F. Kennedy.
Während im Roman die Politiker aktiv agieren, tauchen sie in der Serie nur in Auftritten auf und die Aktion übernehmen die rein fiktiven Figuren. So wurde aus der Suzan Frend im Roman, die zur trauernden Witwe wird, eine Geheimagentin, die weiß, dass ihr Mann lebt. Aus dem geschichtslosen Inselmädchen Anoa wird Roland Fourniers Tochter Annie. Auch die englische Geheimoffizierin Seraphine, die sich als "Lady Ogilvie" ausgibt und der Enthüllungsautor William Garrett sind für die Adaption durch Claude Veillot eingebaut worden.
Der Schauspieler Richard Münch (bekannt als Mr. High in den Jerry-Cotton-Filmen) starb vor Ende der Dreharbeiten 1987.
Das Titellied sang Nana Mouskouri.